# Falsterbo
För andra betydelser, se Falsterbo (olika betydelser).

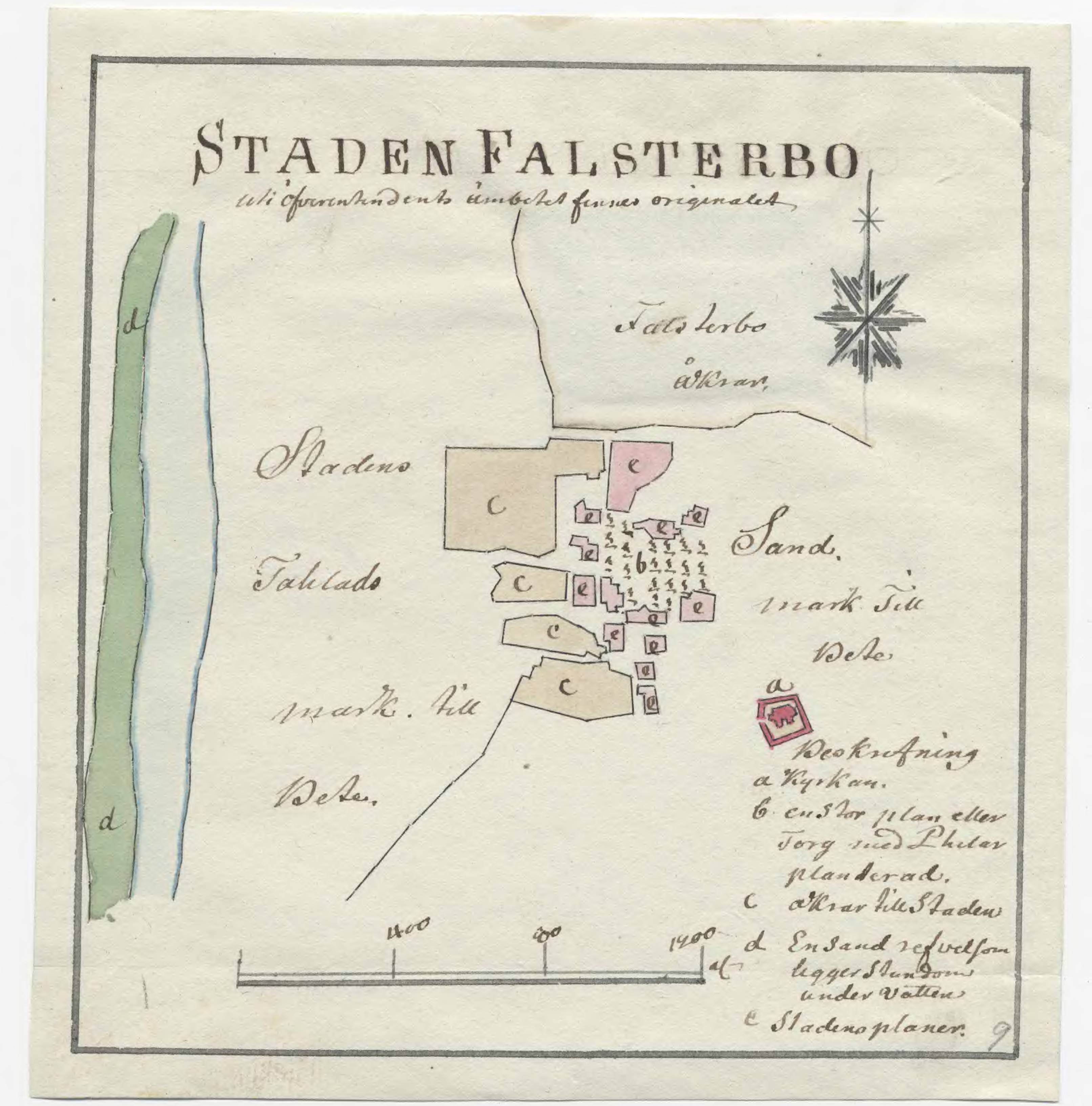
Karta över Falsterbo från 1790-talet

Falsterbo är en tidigare stad och idag en del av tätorten Skanör med Falsterbo på Falsterbonäset i Vellinge kommun i Skåne.

## Historia
Falsterbo uppstod på södra delen av Falsterbonäset under 1200-talet och blev under medeltiden en rik och ansedd stad, eftersom den låg i ett centrum för handel och sillfiske. På stranden mellan Falsterbo och grannstaden Skanör hölls Skånemarknaden där handelsmän från olika delar av Europa hade sina fasta marknadsplatser.
Skanör var vid denna tid indelat i "fit", där varje land styrde efter egna lagar. Störst och äldst av dessa var Lübecks fit, dock omtalat i skrift först 1352. Stralsunds, Greifswalds och Anklams fit nämns redan 1343. Kolberg förvärvade sitt fit 1372 strax norr om Stettins fit, som alltså måste ha funnits där tidigare. Rostock, som tidigare haft sitt fit i Skanör, skaffade ett fit i Falsterbo 1494.
Ett helgeandshus omtalas i staden 1345. Vidare hade såväl de danska fiskarna som Lübeck, Danzig, Stralsund och Stettin egna kyrkor i staden. 1352 omnämns även ett kapell tillhörigt franciskanerorden. Redan 1231 upptas i Kung Valdemars jordebok en kungsgård i Skanör, och lite senare uppförs borgen Falsterbohus.
Sedan silltillgången minskat, minskade också de bägge städernas betydelse och Skånemarknaden upphörde. Skanör och Falsterbo  förföll och slogs slutligen 1754 samman till en gemensam stad, Skanör med Falsterbo stad. 
Från omkring 1890 fick Falsterbo en ökande betydelse som badort, särskilt sedan Vellinge-Skanör-Falsterbo Järnväg färdigställts 1904. Vid stranden uppfördes stora hotell, främst Hotell Falsterbohus och Strandhotellet. Av den äldre fiskelägesbebyggelsen med korsvirkeshus förstördes det mesta i två stadsbränder 1896 och 1911.
Bägge städerna ingår sedan 1974 i Vellinge kommun. Det som idag markerar var Skanör är slut och Falsterbo börjar är en lång tångvall. Söder om den är Falsterbo och norr om den är Skanör.

## Områden

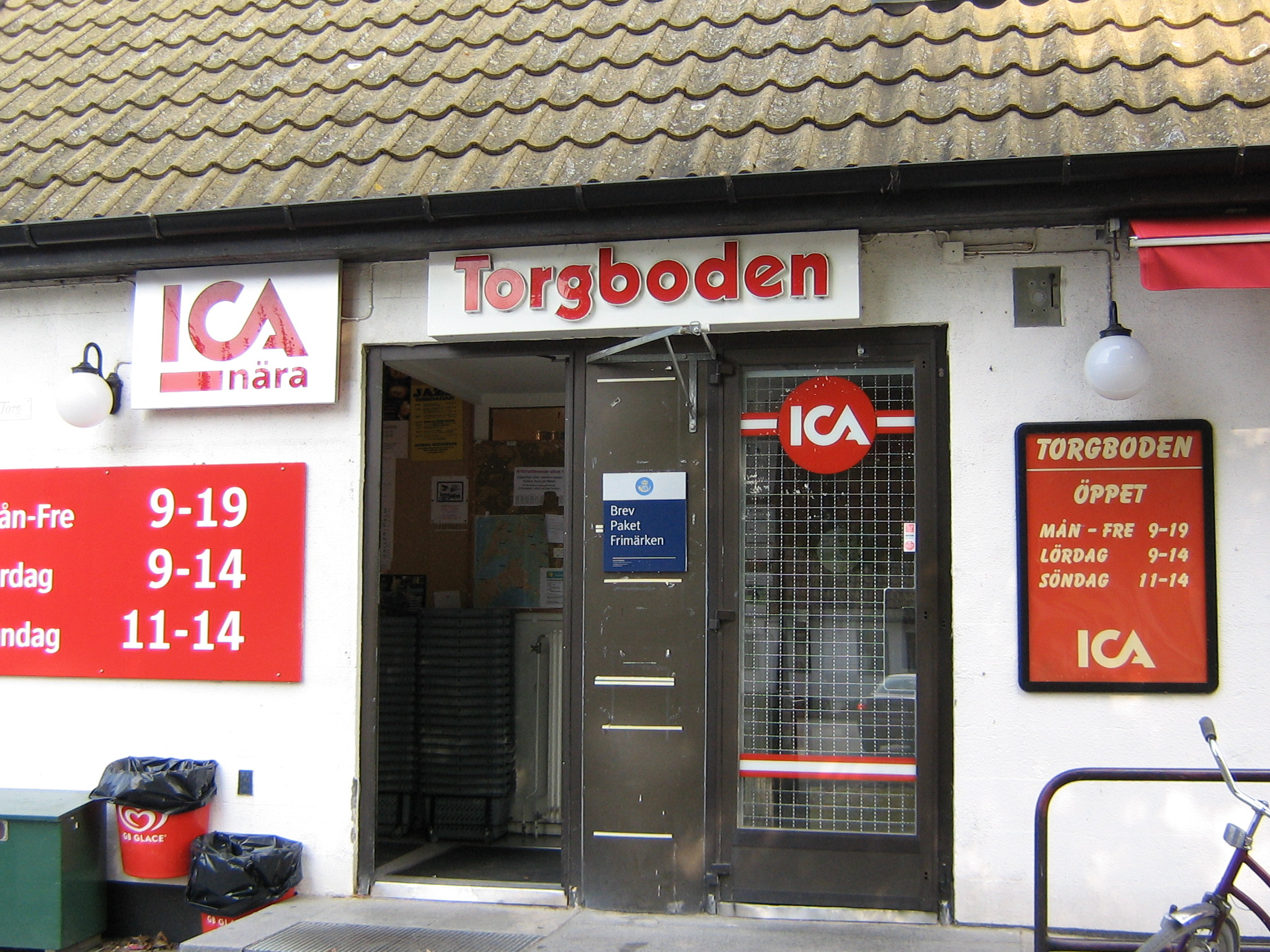
ICA-butiken på Gamla torget

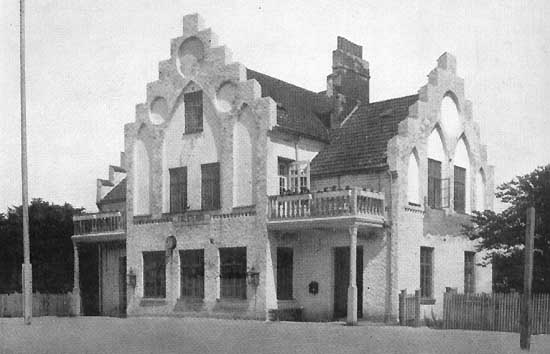
Falsterbo station cirka 1924

I norra Falsterbo (gränsande till Skanör) ligger Tångvallaskolan, Montessoriskolan, och tätortens vattentorn.
Norra Falsterbo består av villabebyggelse och genomkorsas av den långa Möllemadsvägen.
Södra Falsterbo består av äldre hus och sevärdheter som Falsterbo fyr, Hotell Falsterbohus, Falsterbo fågelstation och Falsterbo kyrka. Här finns också Falsterbo stadspark och ett stationshus ritat av Theodor Wåhlin, som byggdes 1903 som slutstation på linjen Vellinge-Skanör-Falsterbo järnväg (HSFJ).

## Idrott
Varje år i juli anordnas hästtävlingar, shower och en stor mässa på Falsterbo Horse Show. Tävlingarna har internationell status på nivån CDIO5*/CDI3* i dressyr och CSIO5* i hoppning, tävlingen är även en deltävling i FEI Nations Cup. Sedan 2014 avgörs finalen i Elitserien av Ridsportallsvenskan under Falsterbo Horse Show, finalen rids i två omgångar på separata dagar. Tävlingarna lockar vanligen över 60 000 åskådare per år.
Skanör-Falsterbos mest framgångsrika fotbollslag heter Skanör Falsterbos idrottsförening (SFIF) och fotbollslaget gick upp i division 5 år 2007/08. Varje år arrangerar SFIF en futsalcup för de som är mellan 11 och 13 år gamla. I lokaler vid Tångvallaskolan huserar Näsets innebandyförening och i södra Falsterbo finns även två golfklubbar: Flommens GK och Falsterbo GK.